# Godzilla (1954)
Godzilla (ゴジラ, Gojira) is een Japanse film uit 1954, geproduceerd door Toho Company Ltd. De film werd geregisseerd door Ishiro Honda. De speciale effecten werden verzorgd door Eiji Tsuburaya.
De film was de eerste uit een reeks van monsterfilms met Godzilla in de hoofdrol.

## Verhaal
De Japanse vissersboot Eikō-Maru (栄光丸) zinkt na te zijn aangevallen door een mysterieuze lichtflits. Een reddingsboot wordt op onderzoek uitgestuurd, maar ondergaat hetzelfde lot.
Ondertussen, op Odo Island, kunnen de inwoners geen vis meer vangen. Ze geloven dat Godzilla, een monsterlijke god die in zee zou wonen, hier verantwoordelijk voor is. Vroeger offerden de dorpelingen geregeld vrouwen aan Godzilla om hem kalm te houden. Een helikopter met journalisten arriveert op Odo Island. Ze vertellen de dorpelingen over de vermiste schepen, maar reageren sceptisch op het nieuws dat ook dit Godzilla’s werk zou zijn. Die nacht voeren de dorpelingen een ritueel uit om Godzilla op afstand te houden, maar terwijl iedereen slaapt valt een duister monster het dorp aan en veroorzaakt overal chaos en vernielingen.
De volgende dag worden de getuigen naar een gebouw in Tokio gebracht. Paleontoloog Dr. Kyohei Yamane stelt voor een team naar Odo Island te sturen om de zaak nader te onderzoeken. Op het eiland vindt Yamane enorme voetafdrukken besmet met radioactiviteit. Opeens gaat een alarm af en komt een kolossaal reptielachtig beest tevoorschijn. Het beest verdwijnt echter net zo snel als dat hij gekomen was. Yamane verricht wat onderzoek en ontdekt dat deze “monstergod” in werkelijkheid een dinosaurus is die is ontwaakt en gemuteerd door de vele nucleaire testen die in het gebied zijn uitgevoerd. Hij noemt het monster Godzilla, naar de legende van Odo Island.
Na Yamane’s presentatie lekt het nieuws over Godzilla en zijn oorsprong snel uit, en er breekt paniek uit. Nadat Godzilla een feestboot aanvalt, wordt een anti-Godzilla vloot samengesteld om het monster te vernietigen. Dit tegen Yamane’s wens in, die Godzilla graag zou bestuderen. Tevens gelooft hij niet dat gewone wapens effect hebben, daar Godzilla al grote hoeveelheden ioniserende straling heeft overleefd.

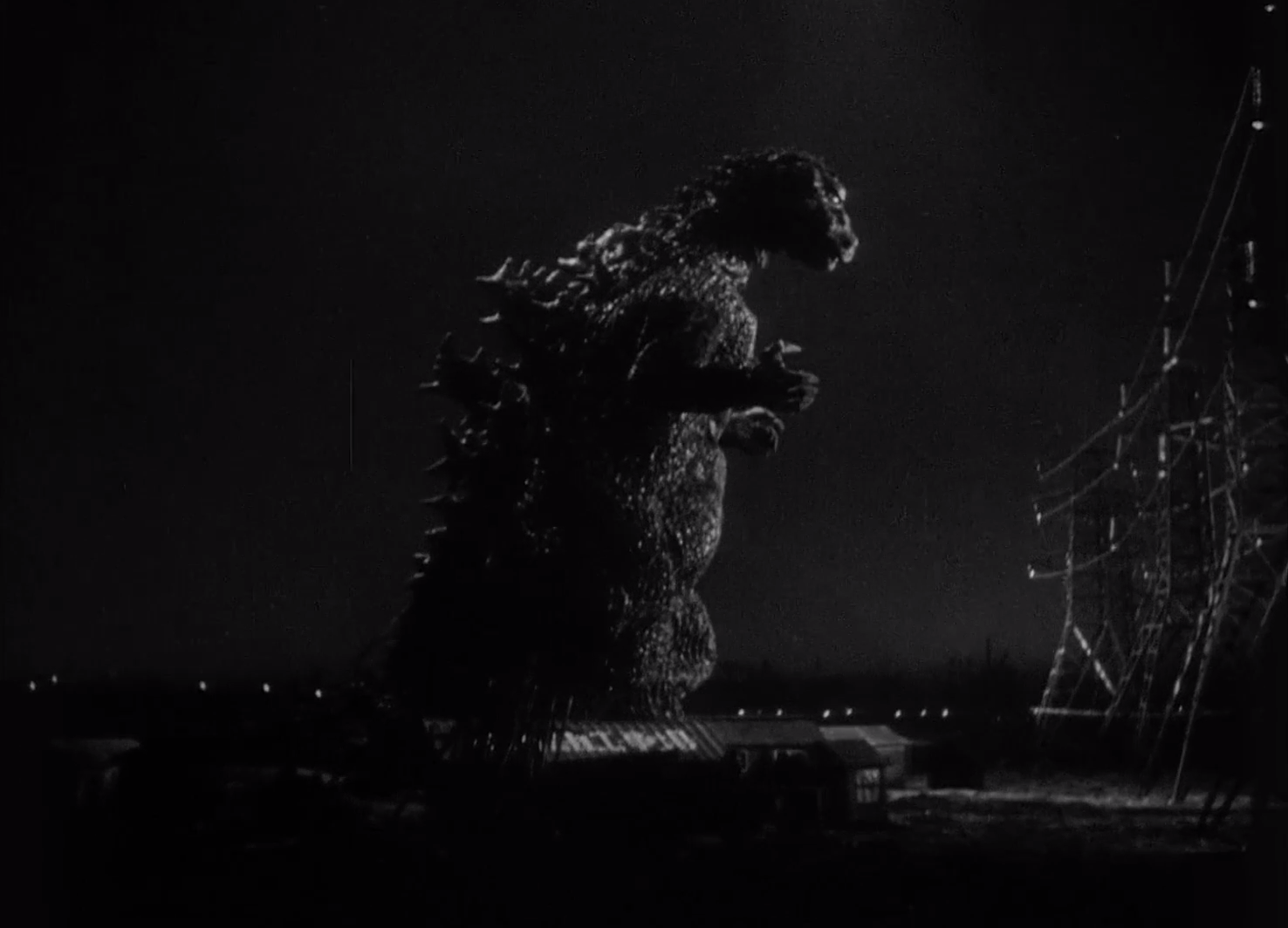
Godzilla arriveert in Tokio

Die nacht duikt Godzilla onverwacht op en valt Tokio aan. Hoewel de aanval van relatief korte duur is, is de schade enorm. De volgende dag plaatst het leger een verdedigingslinie rond Tokio van 30 meter hoge torens met daartussen hoogspanningskabels met elk 300.000 volt aan elektriciteit. De stad zelf wordt geëvacueerd. Wanneer de nacht valt, duikt Godzilla opnieuw op en breekt hij gemakkelijk door de stroomkabels heen. Hij gebruikt zijn radioactieve adem om alles op zijn pad in brand te steken. De vuurwapens van het leger lijken hem totaal niet te deren. Aan het einde van de nacht staat heel Tokio in brand. Honderden inwoners zijn gedood en de weinige ziekenhuizen die nog overeind staan, zitten vol gewonden.
Emiko, de dochter van Yamane, vertelt Luitenant Ogata dat haar verloofde, Dr. Daisuke Serizawa, een superwapen heeft uitgevonden genaamd de "Oxygen Destroyer". Dit wapen lost alle zuurstof in water op en desintegreert elke levensvorm die door de explosie wordt getroffen. Serizawa had Emiko eigenlijk verboden met iemand over zijn ontdekking te spreken, daar hij bang is dat het wapen voor slechte doeleinden zal worden gebruikt. Ogata en Emiko zoeken Serizawa op en vragen hem zijn uitvinding tegen Godzilla te gebruiken. Serizawa weigert en haast zich naar de kelder om zijn creatie te vernietigen.
Ogata kan Serizawa tot bedaren brengen en overtuigt hem ervan dat hij de enige is die Godzilla kan stoppen. Uiteindelijk gaat Serizawa akkoord. Maar om er zeker van te zijn dat zijn uitvinding nooit in verkeerde handen zal vallen, verbrandt hij alle aantekeningen die hij heeft gemaakt.
De volgende dag brengt een marineschip Ogata en Serizawa naar de baai van Tokio. Ze duiken de baai in en vinden al snel Godzilla. Het monster lijkt de duikers niet op te merken, en Serziwa kan dicht genoeg bij het monster komen om de Oxygen Destroyer te activeren. Het wapen werkt en Godzilla sterft door verstikking. In plaats van dekking te zoeken, snijdt Serizawa zijn veiligheidstouw door en sterft zelf ook. Op deze manier neemt hij het geheim van de Oxygen Destroyer mee het graf in en kan niemand het wapen ooit nog namaken.
Hoewel Godzilla dood is, is Yamane er nog niet gerust op. Hij kan niet geloven dat Godzilla de enige was van zijn soort en vreest dat als de mensheid doorgaat met nucleaire testen er spoedig weer een monster zal ontstaan.

## Rolverdeling
| Acteur          | Personage                                    |
| --------------- | -------------------------------------------- |
| Takashi Shimura | Dr. Kyouhei Yamane (山根恭平, Yamane Kyōhei) |
| Momoko Kouchi   | Emiko Yamane (山根恵美子, Yamane Emiko)      |
| Akira Takarada  | Hideto Ogata                                 |
| Akihiko Hirata  | Daisuke Serizawa                             |
| Sachio Sakai    | Hagiwara                                     |
| Huyuki Murakami | Dr. Tanabe                                   |
| Ren Yamamoto    | Seiji                                        |
| Toyoaki Suzuki  | Shinkichi                                    |
| Tsuruko Umano   | Shinkichi's moeder                           |
| Tadashi Okabe   | Assistent van Dr. Tanabe                     |
| Jirou Mitsuaki  | Medewerker van het bedrijf Nankai Kisen      |
| Ren Imaizumi    | Officer Maritime Safety Agency               |
| Soukichi Maki   | Chief at Maritime Safety Agency              |

## Achtergrond

### Productie
Godzilla was niet altijd bedoeld als een monsterfilm. Oorspronkelijk zou Toho een heel andere film gaan openen in Indonesië, maar dit project  ging op het laatste moment niet door. Producer Tomoyuki Tanaka kreeg hierop de taak om met een geschikt alternatief te komen. Hij bedacht toen het idee van een monster dat zou zijn voortgekomen uit een Fall-out.  Toen Tanaka groen licht kreeg voor de film, haalden hij en regisseur Ishirō Honda hij Eiji Tsuburaya erbij om hem te helpen de film te realiseren. Tsuburaya tekende vooral omdat hij zelf sinds het zien van de film films King Kong de wens had ooit een monsterfilm te maken.
Het script voor de film onderging tijdens de productie nog meerdere aanpassingen. Sciencefiction- en horrorschrijver Shigeru Kayama werd ingehuurd om het verhaal te schrijven. Zijn eerste script was getiteld Kaitei ni-man mairu kara kita daikaijû ("The Giant Monster from 20,000 Leagues Under the Sea"). In deze versie van het script was Dr. Yamane nog de antagonist; een gestoorde professor die in een Gotisch landhuis woont. Takeo Murata and Ishiro Honda voegden de driehoeksverhouding tussen Emiko, Ogata en Dr. Serizawa toe, en maakten Yamane tot een van de protagonisten.
Voor de film werd aanvankelijk overwogen om stop-motion te gebruiken, gelijk aan de films King Kong en The Beast from 20,000 Fathoms, maar al snel werd duidelijk dat productie dan toch zeker 7 jaar zou gaan duren, mede omdat geen enkele Japanse filmmaker ervaring had met deze techniek. Ook was het budget voor de film hier niet toereikend genoeg voor. Tsuburaya kreeg daarom de opdracht een alternatieve techniek te verzinnen. Uiteindelijk kwam hij op het idee om een acteur in een kostuum te plaatsen en deze door een miniatuurlandschap te laten lopen. Daarmee ontstond het proces genaamd suitmation.

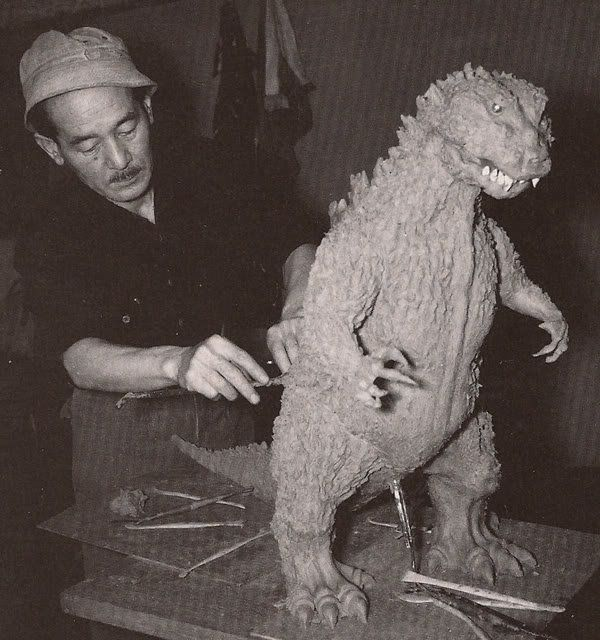
Teizô Toshimitsu maakt een schaalmodel van Godzilla

Tsuburaya had in het verleden al vaker gewerkt met miniatuurmodellen voor onder andere zijn propagandafilms over de Tweede Wereldoorlog. Suitmation was echter nog onontgonnen terrein, ook voor hem. Tsuburaya en zijn crew moesten derhalve flink experimenteren met verschillende modellen en technieken. Allereerst moest het kostuum gemaakt worden. In het script voor de film werd enkel vermeld dat Godzilla een zeemonster moest zijn, maar geen verdere details omtrent zijn uiterlijk. Kunstenaars uit heel Japan werden uitgenodigd om hun ontwerpen voor het monster in te sturen. Het uiteindelijke ontwerp voor Godzilla werd afgeleid van afbeeldingen uit een kinderencyclopedie over dinosauriërs. In Godzilla zijn onder andere elementen van een Tyrannosaurus Rex, Stegosaurus en Iguanodon verwerkt. Nadat het ontwerp was goedgekeurd, werd hier een driedimensionaal beeld van gemaakt zodat de crew een voorbeeld had van hoe het kostuum eruit moest komen te zien. Acteur Haruo Nakajima meldde zich als vrijwilliger om het kostuum uit te proberen. Hij zou de rol van Godzilla uiteindelijk tot 1972 blijven vertolken.
De eerste versie van het pak bleek echter te zwaar en te stug voor Nakajima om te bewegen. Het probleem lag vooral in de slechte kwaliteit latex die was gebruikt voor de huid van Godzilla. Voor de tweede poging werd een pak gemaakt van katoen en bamboe, bedekt met vloeibaar plastic. Dit pak bleek beter geschikt voor de opnames, hoewel het nog steeds erg onflexibel was. Nakajima kon met het pak aan hooguit recht vooruit lopen. Meer
Ondanks de verbeteringen ten opzichte van het prototype, bleef het dragen van het Godzillapak een onprettige ervaring voor Nakajima. Door de warme studiolampen en gebrek aan voldoende ventilatie liep de temperatuur in het pak snel op tot boven de 50 graden Celsius, waardoor Nakajima het maar hooguit enkele minuten achter elkaar kon dragen. Een paar maal viel hij tijdens de opnames zelfs flauw van de warmte, en na elke opnameronde moest het pak worden ontdaan van het vele zweet. Om de opnames wat te versimpelen, en de kosten voor het maken van het originele kostuum nog enigszins terug te verdienen, werd het originele kostuum doormidden gesneden, zodat voor scènes waarin alleen Godzilla’s onderkant te zien is Nakajima dit halve pak kon dragen.

### Amerikaanse versie
In 1956 bracht Jewell Enterprises een aangepaste versie van de film uit voor de Amerikaanse markt. Deze film, getiteld Godzilla, King of the Monsters!, combineerde scènes uit de originele film met nieuw beeldmateriaal gefilmd voor de Amerikaanse versie.

### Ontvangst
In Japan werden voor de film ongeveer 9.610.000 kaartjes verkocht. Daarmee was de film een van de acht succesvolste van dat jaar. Tevens is de film de op een na bestverkochte Godzillafilm ooit. Alleen King Kong vs. Godzilla bracht meer op. De totale opbrengst bedroeg 152 miljoen yen. Recensenten waren minder te spreken over de film. Een veelgehoord punt van kritiek was dat de filmmakers misbruik maakten van de angst voor kernbommen die nog altijd heerste in Japan. In de jaren erop kreeg de film echter steeds meer lof van recensenten. In 1984 stond Godzilla in Kinema Junpo's lijst van 20 beste Japanse films ooit. In Nihon Eiga Besuto 150 (150 beste films van Japan) eindigde Godzilla op de 27e plaats.

### Hervertoning
Op 7 mei 2004 werd de film opnieuw uitgebracht in de bioscopen, in zowel zijn originele vorm als de Amerikaanse versie. De film bracht toen in totaal ongeveer $412.520 op.
Op 28 april 2014 volgde nog een hervertoning ter viering van Godzilla's zestigste verjaardag en de komst van de nieuwste Godzilla-film.

### Filmmuziek
De filmmuziek gecomponeerd door Akira Ifukube werd in dertien jaar tijd drie keer uitgebracht.
1. Main Title.
2. Footsteps (SFX).
3. Eiko-Maru Sinking.
4. Bingo-Maru Sinking.
5. Uneasiness on Odo Island.
6. Rituals of Odo Island (Source Music).
7. The Storm on Odo Island.
8. Theme from Odo Island.
9. Frigate March I.
10. Horror of the Water Tank.
11. Godzilla Comes Ashore.
12. Fury of Godzilla.
13. Deadly Broadcast.
14. Godzilla heads to Tokyo Bay.
15. Attack Godzilla!
16. Devastated Tokyo (Contains SFX).
17. The Oxygen Destroyer.
18. Prayer for Peace.
19. Frigate March II.
20. Godzilla Under the Sea.
21. Ending.

## Prijzen en nominaties
In 1954 won Godzilla de Japan Movie Association Award voor beste effecten en werd hij genomineerd voor beste film.
In 2007 won Godzilla de Saturn Award voor 'Best DVD Classic Film Release'.

## Trivia
- Godzillafans noemen het monster uit deze film vaak "Syodai Gojira", of "First generation Godzilla".
- De acteur die Godzilla speelde was ooit een professionele honkbalspeler.